# Аддиктология
Аддиктоло́гия (англ. addiction — зависимость, лат. logos — учение) — наука об аддиктивном (зависимом) поведении. Аддиктология изучает причины возникновения аддикций, механизмы их развития, психологические и клинические признаки, симптомы, динамику, способы коррекции и терапии.
Аддиктология как самостоятельное направление появилась в США в конце 80-х годов как раздел наркологии, связанный с алкоголем и психоактивными веществами. На сегодняшний день аддиктология находится на стыке психиатрии, клинической психологии и наркологии и рассматривает проблему аддиктивного поведения с разных сторон.
В России (тогда СССР) термин аддиктивные расстройства был впервые предложен одним из основоположников современной аддиктологии, профессором Короленко Ц. П. в начале 70-х годов. Им же в 2001 году была предложена первая в России классификация нехимических аддикций.

## Аддиктивное поведение
Аддиктивное поведение является одной из форм девиантного поведения и выражается в уходе от реальности посредством изменения психического состояния. То есть человек «уходит» от реальности, которая его не устраивает. Суть аддиктивного поведения заключается в стремлении изменить своё психическое состояние посредством приема некоторых веществ или фиксацией внимания на определённых предметах или видах деятельности.
Развитие аддиктивного поведения начинается с фиксации, которая происходит при встрече с воздействием того, что произвело на будущего аддикта очень сильное впечатление, остающееся в памяти и легко извлекаемое из неглубокого подсознания. Фиксация может быть связана с воздействием изменяющего психическое состояние вещества, участием в каком-то виде активности, включая, например, игровую, и т. д. Особенность фиксации заключается в том, что она влечет за собой сильное желание повторить пережитое изменённое состояние ещё раз. Такое непреодолимое стремление в последующем повторяется всё более часто. Обычно процесс развивается таким образом, что мысли о реализациях, их осуществление занимают всё большее количество времени, что мешает самовыражению в других направлениях и затрудняет критическое отношение. Во время аддиктивных реализаций аддикт переживает очень интенсивные и приятные ощущения, которые не идут ни в какое сравнение с переживаниями, характерными для обычной жизни. «Приятность» этих состояний связана с возникающими у человека иллюзиями контроля, комфорта и совершенства. Жизнь вне реализации воспринимается как серая и неинтересная.

## Классификация зависимого поведения
Согласно Ц. П. Короленко, зависимое поведение можно классифицировать на:
Химические аддикции — связаны с использованием в качестве аддиктивных агентов различных веществ, изменяющих состояние. Многие из этих веществ токсичны и могут вызывать органические поражения. Некоторые вещества, изменяющие психическое состояние, включаются в обмен и вызывают явления физической зависимости. К химическим аддикциям относят следующие:
- Алкогольная аддикция
- Наркомания
- Токсикомания

Нехимические (поведенческие) аддикции — аддикции, где объектом зависимости становится поведенческий паттерн, а не ПАВ. В западной литературе для обозначения этих видов аддиктивного поведения чаще используется термин поведенческие аддикции. К нехимическим аддикциям относят следующие:
- Гэмблинг
- Интернет-аддикция
- Работоголизм
- Созависимость
- Ургентная аддикция
- Религиозная аддикция
- Социальная организация как аддиктивная фиксация
- Шоппинг
- Эротические аддикции
- Любовные аддикции и аддикции избегания
- Сексуальные аддикции
- Со–сексуальная аддикция
- Киберпорно–аддикция

Аддикции к еде — промежуточные аддикции, характеризующиеся тем, что задействуются непосредственно биохимические механизмы.
- Анорексия
- Булимия

## Личностные особенности, предрасполагающие к развитию аддиктивного поведения
Аддиктивное поведение характерно для людей с низкой переносимостью психологических затруднений, плохо адаптирующихся к быстрой смене жизненных обстоятельств, стремящихся в связи с этим быстрее и проще достичь психофизиологического комфорта. Аддикция для них становится универсальным средством бегства от реальной жизни.
Таким образом, можно выделить следующие психологические особенности лиц с аддиктивными формами поведения:
- Сниженная переносимость трудностей повседневной жизни, наряду с хорошей переносимостью кризисных ситуаций.
- Скрытый комплекс неполноценности, сочетающийся с внешне проявляемым превосходством.
- Внешняя социабельность, сочетающаяся со страхом перед стойкими эмоциональными контактами.
- Стремление говорить неправду.
- Стремление обвинять других, зная, что они невиновны.
- Стремление уходить от ответственности в принятии решений.
- Стереотипность, повторяемость поведения.
- Зависимость.
- Тревожность.
- Иррациональность (дисфункции) в сфере межличностных отношений

## Основные подходы к изучению аддиктивного поведения
1. Персонологический подход, согласно которому одни типы личности более склонны к аддиктивному поведению, чем другие. Например, изучая случаи алкогольной зависимости, был сделан вывод, что специфической алкогольной личности не существует.
2. Психодинамический подход подчёркивает множественную причинность, зависящую не только от особенностей личности, но и от окружения и особенностей взаимодействия личности с окружением. Личностные особенности играют роль лишь предрасполагающих факторов.
3. Мотивационный подход к изучению аддиктивного поведения отражён в теории реактивного сопротивления. Согласно её положениям, мотивация актуализируется тогда, когда появляется угроза свободе поведения индивида. Реактивное сопротивление имеет следующие основные параметры: предварительное ожидание свободы, сила угрозы свободе, важность свободы для личности, соотнесение угрозы со своей свободой.
4. Теория социального научения позволяет анализировать факторы, вызывающие и подкрепляющие употребление психоактивных агентов.
5. Теория ожидаемого действия включает в модель аддикции когнитивный компонент. Аддикция понимается здесь как альтернативная реакция преодоления. Ожидание позитивных эффектов от наркотиков повышает вероятность такого понимания. Соответственно, потребление позволяет нивелировать чувство ответственности за свои действия.